# Termopil
Termopil (grč. Vruća vrata) je uski prolaz u središnjoj Grčkoj između planine i obale Korintskog zaljeva (dio Egejskog mora). Budući da se radi o jedinom kopnenoj poveznici između Tesalije i Lokrije, prolaz ima veliki prometni značaj. Zbog golemog strateškog značaja prolaz je bio poprište mnogih povijesnih bitaka u kojima su Grci uglavnom neuspješno pokušali zaustaviti prodore Perzijanaca, Gala, Rimljana, Turaka i Nijemaca. Najpoznatija od svih je bitka iz 480. pr. n. e. gdje su Grci predvođeni spartanskim kraljem Leonidom pokušali suprotstaviti nadmoćnijoj perzijskoj vojsci koju je predvodio perzijski vladar Kserkso Veliki.